# Kanton Thiron-Gardais
Kanton Thiron-Gardais (francouzsky Canton de Thiron-Gardais) je francouzský kanton v departementu Eure-et-Loir v regionu Centre-Val de Loire. Tvoří ho 12 obcí.

## Obce kantonu
- Chassant
- Combres
- Coudreceau
- La Croix-du-Perche
- Frazé
- Frétigny
- Happonvilliers
- Marolles-les-Buis
- Montigny-le-Chartif
- Nonvilliers-Grandhoux
- Saint-Denis-d'Authou
- Thiron-Gardais